# Margareta Ljungman
Margareta Vilhelmina Kristina Ljungman, född 17 april 1900 i Stockholm, död 5 november 1984 i Lerbäcks församling i Närke, var en svensk målare.
Hon var dotter till frisörmästaren CO Nilsson och Kerstin Gustafsson och från 1928 gift med kaptenen Ivar Ljungman. Hon studerade konst för Gustaf Andrésen och Alfred Lapukin samt för André Lhote och  Académie de la Grande Chaumière i Paris 1953 samt under studieresor till Danmark och Frankrike. Separat ställde hon ut i Hallsberg, Laxå och Askersund. Hon medverkade i utställningen Salon des Réalités Nouvelles i Paris och i samlingsutställningar med Föreningen Svenska Konstnärinnor. Hennes konst består av stilleben, naturalistiska landskap från mellersta Sverige, kubistiska modellstudier samt nonfigurativa kompositioner i olja eller pastell.   